# Albert Prosa
Albert Prosa (* 1. Oktober 1990 in Tartu) ist ein estnischer Fußballspieler.

## Karriere

### Verein
Albert Prosa begann seine fußballerische Laufbahn bei JK Tammeka Tartu. Er debütierte für das Profiteam in der Meistriliiga Saison 2008 gegen den FC TVMK Tallinn am 15. März 2008, als er in der 73. Spielminute für Stanislav Russakov eingewechselt wurde. Seine ersten Tore im Trikot von Tammeka markierte Prosa im Juni desselben Jahres gegen JK Vaprus Pärnu, nachdem er in der 54. Minute für Olari Perlin auf das Spielfeld kam und doppelt traf.
Im Sommer 2011 nahm Albert Prosa, der zu diesem Zeitpunkt in der Meistriliiga 2011 nach 14 Spieltagen 9 Treffer auf dem Konto hatte, bei Borussia Dortmund am Training teil. Zunächst trainierte er mit der zweiten Mannschaft der Borussia, später bekam er die Gelegenheit, unter Jürgen Klopp vorzuspielen. Im November 2011 unterschrieb Prosa einen Vertrag über drei Jahre Laufzeit beim FC Flora Tallinn. Mit Flora gewann Prosa gleich den ersten Titel in seiner Karriere den Estnischen Supercup, im Spiel gegen den JK Trans Narva stand Prosa allerdings nicht im Kader.

### Nationalmannschaft
Seine ersten internationalen Einsätze für Estland machte der Stürmer kurz nach seinem Debüt in der Meistriliiga in der U-19 von Estland. Das erste von insgesamt 16 Junioren-Länderspielen bestritt Prosa gegen Dänemark in der Tallinner A. Le Coq Arena. Es folgten Einsätze in der Estnischen U-21, bevor Prosa im Mai 2011 zum Debüt in der Estnischen Nationalmannschaft gegen das Baskenland kam. Weitere Spiele folgten auf der Länderspielreise nach Südamerika gegen Chile und Uruguay.